# Igrzyska kanadyjskie
Igrzyska kanadyjskie (ang. Canada Games) – multidyscyplinarna impreza sportowa w Kanadzie. Igrzyska, zainaugurowane w 1967 roku, odbywają się w odstępie dwuletnim (na przemian: letnie i zimowe). Zawody przeznaczone są dla młodych Kanadyjczyków (dla różnych dyscyplin obowiązują oddzielne kryteria wiekowe).

## Edycje igrzysk kanadyjskich
Lista edycji igrzysk kanadyjskich:
| Rok  | Zimowe igrzyska kanadyjskie | Zimowe igrzyska kanadyjskie              | Letnie igrzyska kanadyjskie | Letnie igrzyska kanadyjskie                   |
| Rok  | Nr                          | Gospodarz                                | Nr                          | Gospodarz                                     |
| ---- | --------------------------- | ---------------------------------------- | --------------------------- | --------------------------------------------- |
| 1967 | I                           | Quebec, Quebec                           |                             |                                               |
| 1969 |                             |                                          | II                          | Halifax i Dartmouth, Nowa Szkocja             |
| 1971 | III                         | Saskatoon, Saskatchewan                  |                             |                                               |
| 1973 |                             |                                          | IV                          | New Westminster i Burnaby, Kolumbia Brytyjska |
| 1975 | V                           | Lethbridge, Alberta                      |                             |                                               |
| 1977 |                             |                                          | VI                          | St. John’s, Nowa Fundlandia i Labrador        |
| 1979 | VII                         | Brandon, Manitoba                        |                             |                                               |
| 1981 |                             |                                          | VIII                        | Thunder Bay, Ontario                          |
| 1983 | IX                          | Saguenay, Quebec                         |                             |                                               |
| 1985 |                             |                                          | X                           | Saint John, Nowy Brunszwik                    |
| 1987 | XI                          | Sydney, Nowa Szkocja                     |                             |                                               |
| 1989 |                             |                                          | XII                         | Saskatoon, Saskatchewan                       |
| 1991 | XIII                        | Charlottetown, Wyspa Księcia Edwarda     |                             |                                               |
| 1993 |                             |                                          | XIV                         | Kamloops, Kolumbia Brytyjska                  |
| 1995 | XV                          | Grande Prairie, Alberta                  |                             |                                               |
| 1997 |                             |                                          | XVI                         | Brandon, Manitoba                             |
| 1999 | XVII                        | Corner Brook, Nowa Fundlandia i Labrador |                             |                                               |
| 2001 |                             |                                          | XVIII                       | London, Ontario                               |
| 2003 | XIX                         | Bathurst i Campbellton, Nowy Brunszwik   |                             |                                               |
| 2005 |                             |                                          | XX                          | Regina, Saskatchewan                          |
| 2007 | XXI                         | Whitehorse, Jukon                        |                             |                                               |
| 2009 |                             |                                          | XXII                        | Charlottetown, Wyspa Księcia Edwarda          |
| 2011 | XXIII                       | Halifax, Nowa Szkocja                    |                             |                                               |
| 2013 |                             |                                          | XXIV                        | Sherbrooke, Quebec                            |
| 2015 | XXV                         | Prince George, Kolumbia Brytyjska        |                             |                                               |
| 2017 |                             |                                          | XXVI                        | Winnipeg, Manitoba                            |
| 2019 | XXVII                       | Alberta                                  |                             |                                               |
| 2021 |                             |                                          | XXVIII                      | Nowa Fundlandia i Labrador                    |
| 2023 | XXIX                        | Terytoria Północno-Zachodnie             |                             |                                               |
| 2025 |                             |                                          | XXX                         | Ontario                                       |
| 2027 | XXXI                        | Jukon                                    |                             |                                               |
| 2029 |                             |                                          | XXXII                       | Nowy Brunszwik                                |
| 2031 | XXXIII                      | Wyspa Księcia Edwarda                    |                             |                                               |
| 2033 |                             |                                          | XXXIV                       | Nunavut                                       |
| 2035 | XXXV                        | Saskatchewan                             |                             |                                               |